# Clordecona
La clordecona es un compuesto organoclorado de síntesis utilizado principalmente por la industria agrícola como insecticida, acaricida y fungicida. Este pesticida fue sintetizado por primera vez en 1951, un año más tarde la sustancia fue patentada y finalmente su introducción comercial fue en 1958 en Estados Unidos por Allied Chemical bajo la denominación comercial de Kepone® y GC-1189.
Para la producción de clordecona se debe hacer reaccionar hexaclorociclopentadina y trióxido sulfúrico en condiciones de presión y temperatura elevadas con pentacloruro de antimonio actuando como catalizador de la reacción. El producto químico resultante de la reacción se hidroliza con un álcali hidrófilo y se neutraliza con un ácido, la clordecona se obtiene después de un proceso de centrifugación o filtración y secado con aire caliente.

## Denominación química
- Nombre CAS del producto químico: 1,1a,3,3a,4,5,5,5a,5b,6-Decacloro octahidro-1,3,4-meteno-2H-ciclobuta[cd]pentalen-2-ona
- Sinónimos: Decacloropentaciclo[5,2,1,02,6,03, 9,O5,8]decan-4-ona, Decaclorooctahidro-1,3,4-meten-2H,5H ciclobuta[cd]pentalen-2-ona
- Decaclorocetona
- Nombres comerciales: GC 1189, Kepone, Merex, ENT 16391, Curlone
- Número de inscripción del CAS:143-50-0[3]

## Historia
La clordecona fue producida en 1951 y se introdujo en 1958 de forma comercial en Estados Unidos. La pureza del compuesto habitualmente contenía un 94.5 % de clordecona, entre los años 1951 y 1975 en los Estados Unidos dio lugar a una producción de 1600 toneladas de clordecona. La sustancia tuvo disponibilidad en Estados Unidos hasta el año 1976, un año más tarde una corporación francesa se planteó producirla en su país. Durante los años que se produjo clordecona en Estados Unidos y Allied Chemical Company exportó el producto Europa de forma diluida con un 80% de principio activo en grandes cantidades principalmente en Alemania, entre el 90% y 99% producida en estos años fue exportada a otros lugares como Europa, Asia, Latinoamérica y África. En Europa, De Laguarique comercializó en Francia la clordecona bajo el nombre de Curlone en los años 1981 y 1993. El Ministerio de Agricultura francés decidió retirar la autorización de Curlone en el año 1990, aunque el uso fue prolongado durante casi tres años más.
Finalmente tras el Convenio de Estocolmo en el año 2009 se cataloga como contaminante orgánico persistente (COP), se prohíbe su utilización a nivel mundial tras demostrarse como cancerígeno.

## Usos
La clordecona ha sido utilizada ampliamente en zonas tropicales para el control del barrenillo de la raíz de banana. Es un insecticida efectivo contra los insectos cortadores de hojas y poco eficaz contra los insectos chupadores. Puede utilizarse como larvicida de moscas, como fungicida contra la sarna de la manzana y la ceniza de la vid, y para controlar el escarabajo de la papa de Colorado, el ácaro de los cítricos que aún no dan frutos y el gusano de alambre de la papa y el tabaco en los gladiolos y otras plantas. La clordecona se ha utilizado en productos del hogar también, como trampas para hormigas y cucarachas, en concentraciones mínimas de aproximadamente 0,125%.
Debido al uso de la clordecona como plaguicida lo normal es que la cantidad producida se libere finalmente al medio ambiente.

## Propiedades físicas y químicas
- Fórmula molecular: C10Cl10O

- Peso molecular:  490,6  g/mol

- Aspecto a temperatura y presión normales: sólida, cristalina, blanco-tostado

- Solubilidad en agua:  2,7 mg/L a 25 °C
- Punto de fusión: 350 °C
- Log Kow: 5,41[3]

La división de la clordecona en el medio ambiente estará regida por su alto log Kow (5,41 o 4,50) y relativamente baja solubilidad en agua (1-3,0 mg/L), lo que resulta en su adsorción a la materia particulada (polvo, suelo y sedimento) y al material orgánico (organismos vivos).
La combinación de estas propiedades y la presión de vapor (3,0-4,0x10-5 Pa) de la clordecona da como resultado un potencial de volatilización relativamente bajo, ya que la constante de la Ley de Henry se encuentra entre 2,0x10-2 y 5,45x10-3 Pa m3/mol (25 °C), según los datos utilizados para su cálculo.
Sin embargo, la liberación de grandes cantidades importantes de clordecona de los lugares de producción representa la fuente más importante de contaminación ambiental y humana, la clordecona transmitida por aire se ha esparcido 96,53 km desde el punto de origen..
La Agencia para sustancias tóxicas y el registro de enfermedades del Departamento de Salud y Servicios Humanos de Estados Unidos (1995) determinó que la clordecona liberada en el medio ambiente se distribuye en el suelo o disuelta en agua.
Las propiedades físicas y químicas de la clordecona son propicias para ser una sustancia potencialmente tóxica frente al medio ambiente. La clordecona es sumamente persistente en el medio ambiente ya que no se produce hidrólisis o degradación en medio acuático, en el suelo y la fotodegradación directa no arroja resultados significativos.
La clordecona se absorbe fácilmente y se acumula después de una exposición prolongada en el organismo.

## Toxicidad
El plaguicida presenta toxicidad aguda y crónica; produce neurotoxicidad, inmunotoxicidad, toxicidad reproductiva, musculoesquelética y hepática con dosis de 1 a 10 mg/kg peso corporal/día según los estudios experimentales realizados en animales.
Se produjo cáncer de hígado en ratas con dosis de 1 mg/kg de peso corporal por día y con niveles de dosis similares se observaron efectos significativos en la reproducción.
El Centro Internacional de Investigaciones sobre el Cáncer clasificó a la clordecona como posible carcinógeno en seres humanos y más importante aún es muy tóxica para los organismos acuáticos.

## Bioacumulación
La naturaleza lipofílica de la clordecona (alto coeficiente de partición octanol-agua (log Kow 4,50 – 5,41) hace que este pesticida se caracterice por su elevada estabilidad y su persistencia en los sedimentos, lo que otorga a la clordecona un elevado potencial de bioacumulación, es decir, su presencia en el medio ambiente durante largos periodos de tiempo, especialmente en las cadenas tróficas  acuáticas. Por esto, la mayor proporción de clordecona se encuentra en pescados contaminados. Pese a su escasa solubilidad en agua (0,35 y 1 µg / litro), esta es suficiente para reducir el crecimiento de las algas, y de otros organismos acuáticos, alterando dicho ecosistema y afectando a la productividad pesquera.

### Consecuencias sociales y humanas
A día de hoy, la clordecona debido a su elevado potencial de bioacumulación constituye un riesgo para la salud humana. Este pesticida continúa presente en la cadena alimenticia en ciertos lugares, principalmente en aquellas zonas en las que se produjo intenso cultivo de la banana. Esto ocurre en las islas de Guadalupe y Martinica donde fueron empleados más de 300 000 kg de clordecona en los años 1972 y 1993. En estas islas el compuesto continúa presente en ríos, suelos, animales,... formando parte de la cadena trófica y afectando al último eslabón al ser humano debido a su potencial de bioacumulación. Este pesticida altamente tóxico ha generado una crisis sanitaria y humanitaria, presentando ambas islas las dos tasas más altas de cáncer de próstata del mundo y una tasa de nacimientos prematuros cuatro veces más alta que el promedio de Francia.